# MOL Comfort
«MOL Comfort» — судно-контейнеровоз класса постпанамакс, 2008 года постройки под Багамским флагом, зафрахтованное «Mitsui O.S.K. Lines». Разломилось на две части 17 июня 2013 года в 370 километрах от побережья Йемена  из-за трещины в корпусе судна по середине.
Судно следовало из Сингапур в Джидда. 24 июня к кораблю приплыли 4 океанских буксира, и начали буксировать нос и корму. Но 26 июня сообщилось что попала тысячу литров воды в корму. Корма затонула 27 июня на глубину 4 км вместе полутора тысячами тоннами топлива. А нос затонул 11 июля ночью на глубину 3 км с оставшимися 1600 метрических тонн мазута, после повреждения пожаром 6 июля, а 10 июля во время пожара более 2400 контейнеров на борту сгорели.
Одно из 12 судов одинаковой конструкции «Mitsubishi Heavy Industries», было заложено в Японии 23 августа 2007 года и введено в эксплуатацию 8 марта 2008 как «APL Russia». 1 июня 2012 передан  «Mitsui O.S.K. Lines» и переименован в «MOL Comfort».